# Danvikstrand
Danvikstrand är ett strandparti utmed Saltsjön och bostadsområde mellan Saltsjökvarn och Danvikshem i Nacka kommun.
I bostadsområdet ingår fem hus: Ett avrundat punkthus närmare Danvikshem, två hus närmare kajen och två hus närmare Västra Finnbodavägen.
Bostadsområdet uppfördes av JM. De ritades av Cinnober Arkitekter (idag Mondo Arkitekter). Husen blev inflyttningsklara 2004–2006.